# Majadahonda
Majadahonda – miasto w Hiszpanii, we wspólnocie autonomicznej Madryt. W 2007 liczyło 66 585 mieszkańców. Szpital uniwersytecki Puerta de Hierro został przeniesiony do Majadahonda z zachodniej części Madrytu do nowo wybudowanego kompleksu medycznego w 2009 roku. CF Rayo Majadahonda ma siedzibę w gminie, grała przez większość lat w dywizji 2B, ale ostatecznie zagrała w 2A w sezonie 2018/19.